# Richar Lazcano
Richar Lazcano (7 febbraio 1988) è un pallavolista messicano.
Ha gareggiato con il Tigres UANL ai Campionati mondiali per club FIVB 2012. Ha giocato nella nazionale di pallavolo del Messico.